# Monastero di Santa Teresa (Gallipoli)
La chiesa di Santa Teresa, con annesso monastero di clausura delle Carmelitane scalze, è un complesso costruito tra il 1687 e il 1690 per volontà del vescovo spagnolo Antonio Perez della Lastra, del quale è visibile il marmoreo monumento funerario in cornu evangeli.

## Struttura
La sobria facciata presenta un unico portale d'accesso sormontato dallo stemma episcopale di mons. De Rueda e da un'epigrafe che ricorda l'edificazione della chiesa e la concessione dell'indulgenza plenaria ai fedeli che avessero recitato l'Ave Maria. Sovrasta il tutto una statua in pietra di Santa Teresa d'Avila.
L'interno presenta un grandioso retablo dell'altare maggiore, scolpito in pietra leccese, con il monumentale altare marmoreo policromo (prima metà del XVIII secolo). Tra le opere di maggior rilievo si segnalano il settecentesco organo montato sulla cantoria nel presbiterio, attribuibile al mastro organaro Carlo Sanarica, originario di Grottaglie e morto a Gallipoli nel 1770, e la tela raffigurante i santi Agostino e Ignazio di Loyola attribuibile alla scuola leccese del pittore Antonio Verrio.